# Vulnérabilité psychologique
 (janvier 2018).
Si vous disposez d'ouvrages ou d'articles de référence ou si vous connaissez des sites web de qualité traitant du thème abordé ici, merci de compléter l'article en donnant les références utiles à sa vérifiabilité et en les liant à la section « Notes et références ».
Pour les articles homonymes, voir Vulnérabilité.
La vulnérabilité psychologique est une certaine forme de fragilité, une moindre capacité de résistance à un événement, une plus grande sensibilité à l’adversité. Elle tend à remplacer la notion plus ancienne de « prédisposition » psychique. Elle peut être temporaire ou chronique et varie considérablement d'un sujet à l'autre. La vulnérabilité chez un même sujet varie au cours de sa vie.
La vulnérabilité psychologique traduit des déséquilibres qui perturbent le développement et le fonctionnement affectifs, intellectuels et relationnels.
L'existence d'un état de « vulnérabilité psychologique » est à questionner. « Vulnérabilité » et « fragilité » ne sont pas synonymes, la première étant « le fait d'être exposé à ce qui ne dépend pas de soi... », la « fragilité » désignant elle un état aléatoire (cf. Michel Terestchenko). La « vulnérabilité psychologique » supposerait l'existence d'une « invulnérabilité » possible, la fragilité s'opposant à la solidité ou stabilité. Dans le domaine du psychisme on trouve plus souvent l'usage de l'expression « fragilité psychique » (ANESM, UNAFAM).

## Risque
Les termes de « risque » et de « vulnérabilité » sont difficiles à distinguer et souvent utilisés de façon interchangeable. Le risque est la probabilité qu’un événement survienne, au cours d’une période ou avant un certain âge. D’après Ingram et Price (2001), une personne « à risque » verra ce risque se transformer en trouble si elle est vulnérable. Risque et vulnérabilité sont donc en étroites interactions.

## Facteurs
La vulnérabilité est un ensemble de facteurs endogènes à l’individu, innés (génétiques) ou acquis par apprentissage (environnementaux). C’est un trait stable. Une prise en charge psychologique agit sur la vulnérabilité, pas sur le risque. Les facteurs de vulnérabilité (en interaction avec d’autres facteurs) prédisposent un individu à développer un certain trouble ; ils sont donc considérés comme jouant un rôle causal.

## En épidémiologie
En épidémiologie, on estime la vulnérabilité psychologique de façon probabiliste comme facteur de risque[réf. nécessaire].

## En psychopathologie
En psychopathologie psychanalytique, la vulnérabilité correspond au potentiel de décompensation du sujet face aux événements rencontrés : elle reflète son histoire traumatique. Plus le sujet a connu de traumatismes antérieurs, plus il est vulnérable et risque de nouveaux traumatismes : c'est la problématique de la répétition (caractère tragique de la pathologie mentale)[réf. nécessaire].
La vulnérabilité psychologique du sujet est appréhendée par l'analyse psychopathologique psychanalytique[réf. nécessaire].